# روبيرت أربوليدا
روبيرت أبيل أربوليدا إسكوبار (بالإسبانية: Robert Abel Arboleda Escobar) (مواليد 22 أكتوبر 1991 بإسمرالداس في الإكوادور - ) هو لاعب كرة قدم إكوادوري يلعب مع نادي ساو باولو و‌منتخب الإكوادور لكرة القدم في مركز الدفاع.

## روابط خارجية
- روبيرت أربوليدا على موقع قاعدة بيانات كرة القدم.إي يو (الإنجليزية)
- روبيرت أربوليدا على موقع ليكيب (الفرنسية)
- روبيرت أربوليدا على موقع ناشيونال فوتبول تيمز (الإنجليزية)
- روبيرت أربوليدا على موقع Soccerway.com (الإنجليزية)
- روبيرت أربوليدا على موقع عالم كرة القدم.نت (الإنجليزية)
- روبيرت أربوليدا على موقع AS.com (الإسبانية)